# Дијаз: Не чистите ову крв
Дијаз: Не чистите ову крв (engl. Diaz - Don't Clean Up This Blood), је италијанско-француско-румунски филм из 2012. године који покрива део догађаја који су се догодили у Ђенови 2001. током протеста поводом Самита Г8. Догађаји приказани на филму, често се описују као "најгоре кршење људских права у Европи од Другог светског рата".

## Радња
Током 20. јула Ђенову стиже новинар из Болоње како би извештавао о сукобима демонстраната и полиције током Самита Г8. Током наредног дана налази се у школи А. Дијаз, заједно са групом младих која је учествовала на социјалном форуму у Ђенови. Те вечери, италијанска полиција организује бруталан напад на окупљене у згради под опремом за разбијање демонстрација, што резултира тешким повређивањем 60 особа, и изазивање коме код једне особе.
Филм реконструише догађаје, из угла полицајаца, новинара и демонстраната који су учествовали у догађајима након напада италијанске полиције на школу.

## Награде
Филм је представљен на Берлинском филмском фестивалу, где је био номинован за награду "Панорама" (награда публике). Награду за најбољу продукцију је освојио 2013. на Међународном филмском фестивалу у Барију.